# 勝福寺 (福岡市)
勝福寺（しょうふくじ）は、福岡市西区にある臨済宗大徳寺派の寺院。山号は竜起山。本尊は聖観音。

## 歴史
1249年（建長元年）中国（宋）の僧蘭渓道隆（大覚禅師）の開山により創建されたと伝えられ、その後夢窓疎石の弟子である方外宏達によって中興された寺である。その後、足利氏などの帰依を得て寺運は隆盛した。

## 文化財

### 重要文化財（国指定）
- 絹本著色大覚禅師像
  - 附絹本著色夢窓国師像（邵元の賛あり）・絹本著色実山真禅師像（文安四年の賛あり）

## 所在地
- 福岡県福岡市西区今津1722